# Philipp Pircher
Philipp Pircher (Bolzano, 26 gennaio 1988) è un ex hockeista su ghiaccio italiano.

## Carriera
Nato a Bolzano ma cresciuto a Bressanone, ha mosso i primi passi nell'hockey su ghiaccio con il Brunico.
A livello giovanile ha vestito poi anche le maglie dell'Hockey Club Gherdëina e dei Vipiteno Broncos.
Ha esordito in seconda serie con la maglia dell'HC Bressanone nella stagione 2004-2005, per passare poi, dopo una breve parentesi all'Hockey Club Torino, ai Vipiteno Broncos.
Con la squadra della Wipptal rimase per dieci stagioni (sei in seconda serie, vinta per due volte, e quattro in Serie A), divenendone il capitano a partire dalla stagione 2012-2013, dopo la partenza di Christian Rainer. Ha annunciato il ritiro, a soli 28 anni, al termine del campionato 2015-2016, per motivi di studio e di lavoro.
Ha vestito la maglia azzurra alle Universiadi invernali del 2013, disputate in Trentino.
Nella stagione 2019-2020 è tornato a giocare per alcuni incontri con la maglia del Bressanone.

## Palmarès

### Club
- Serie A2: 2

Vipiteno: 2008-2009, 2010-2011